# Coenosia oregonensis
Coenosia oregonensis är en tvåvingeart som beskrevs av Malloch 1919. Coenosia oregonensis ingår i släktet Coenosia och familjen husflugor. Inga underarter finns listade i Catalogue of Life.